# Familia Aguilar

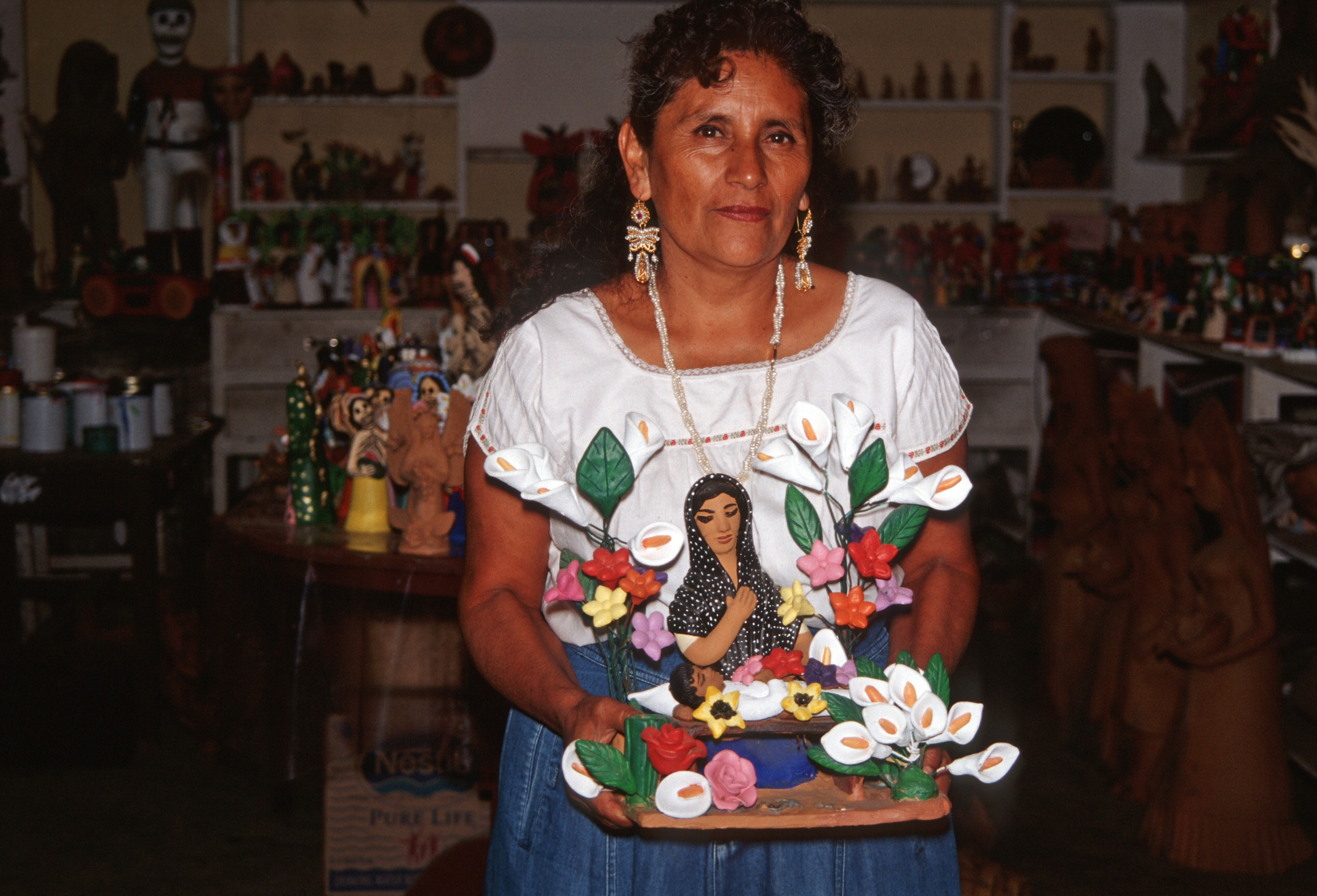
Irene Aguilar Alcántara la celebración de una pieza que representa el funeral de un niño

La familia Aguilar de Ocotlán de Morelos es de un pueblo rural en el estado de Oaxaca, México. Esta ciudad produce elementos sólo utilitarios. Hasta Isaura Alcántara Díaz comenzó a crear figuras decorativas con su esposo Jesús Águila Revilla. La pareja enseñó a sus cuatro hijas, que continúan innovando sus propios estilos y luego enseñan a las dos generaciones después de ellos. Dos de las hermanas, Guillermina e Irene, han sido nombrados «grandes maestros» por el Fomento Cultural Banamex, por sus figuras y conjuntos de cifras relacionadas con la vida y las tradiciones de Oaxaca, así como íconos mexicanos como Frida Kahlo y la Virgen de Guadalupe. Las generaciones más jóvenes han hecho sus propias adaptaciones con algún logro de su propio reconocimiento como Lorenzo Demetrio García Aguilar y José Francisco García Vázquez.

## Isaura Alcántara Díaz
Isaura Alcántara Díaz fue la innovadora original que hizo la cerámica con su esposo, Jesús Águila Revilla. Antes de esto, la cerámica de Ocotlán de Morelos se limitaba a artículos utilitarios como platos y utensilios de cocina. Sin embargo, Isaura pensaba hacer figuras humanas decorativas. Empezó con su marido, él dibujaba en el papel y ella ejecutaba. 
Estas cifras representan las actividades diarias y otra expresión de la vida del pueblo rural de Oaxaca, con todo lujo de detalles y colores vivos. Las mujeres se muestran generalmente en actividades escénicas con atuendos indígenas, como en el traslado de objetos, amamantando a bebés, la venta en el mercado y la participación en las celebraciones de la vida. Las piezas decorativas con sus colores y detalles entraron en la demanda por los coleccionistas de arte popular mexicano, incluyendo Nelson Rockefeller, quien compró las dosis de estas piezas en los años 1960 y 1970. Muchos de ellos no están en las colecciones de la San Antonio museo de arte y el Museo Mexicano en San Francisco. Isaura murió en 1969 a la edad de cuarenta y cuatro.

## Segunda generación
La pareja tuvo cuatro hijas: Guillermina, Josefina, Irene y Concepción, que comenzó en la cerámica de joven como asistente de su madre. Aprendieron un nuevo estilo de su madre; convirtiéndose en más viejo, adaptado y ampliado el repertorio para incluir imágenes de Frida Kahlo, la Virgen de Guadalupe y hasta las prostitutas. Estas innovaciones se deben en parte a la popularidad de las piezas entre los turistas internacionales, algunos de los cuales visitan los estudios de las hermanas. Estas mujeres, a su vez, han enseñado a sus hijos y hasta sus nietos.

### Guillermina e Irene Aguilar

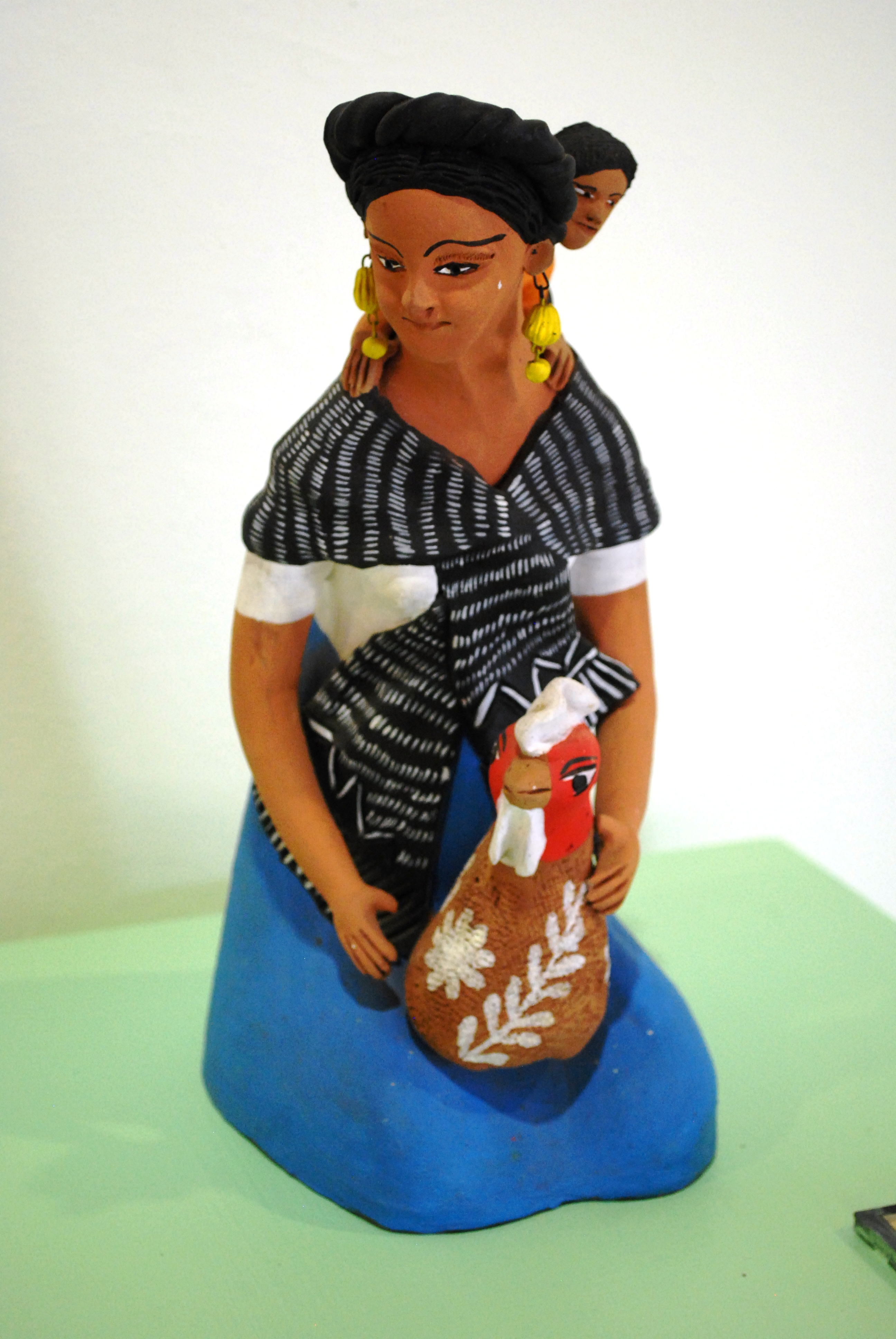
"Mujer con Niño" por Guillermina Aguilar Alcántara

Las más conocidas de las cuatro son Guillermina e Irene Aguilar, que han recibido numerosos premios y fueron presentados juntas en el libro Grandes Maestros del Arte Popular Mexicano (2001) por el Fomento Cultural Banamex. Obras de Guillermina e Irene Aguilar también fueron exhibidas como parte de las Grandes Maestras del Arte Popular de Oaxaca en 2012. Las hermanas crean piezas que están pintadas con colores brillantes, completamente sin pintar o con alguna combinación de los dos. Estos incluyen varias figuras humanas, figuras esqueléticas para Día de los Muertos, titular de la vela, quemadores de incienso, los ángeles y los artículos religiosos. Ambos tienen métodos similares para la creación de sus obras, utilizando arcillas de colores blanco, rojo y arena. Cuerpos de figuras se hacen mediante la creación de primera discos de arcilla, luego doblarlos. Después de esto se pule, se añaden detalles como las caras, manos, etc. A veces, se utilizan moldes pero los toques finales están siempre a mano; luego utilizan ambas, pinturas de esmalte naturales y comerciales con cepillos comerciales y artesanales.
Guillermina hizo las primeras obras originales; incluidos patos, gallinas, toros y otros animales. A continuación, comenzó a crear miniaturas escenas como natividades, bodas, bailes, despierta, bautizos y más con base en las costumbres de Oaxaca. La obra de Guillermina también incluye grandes, medianas y pequeñas figuras femeninas con vestidos muy detallados, incluyendo joyas, dedicadas a las actividades cotidianas. Ella también crea casi un metro de alto árboles de la vida y las campanas con cabezas de animales. Ella considera que las caras expresivas que es capaz de crear son su mayor aportación.
Irene se considera una perfeccionista e inicialmente, le tomó más tiempo que a Guillermina para crear nuevas piezas. Sin embargo, su trabajo llamó la atención de la galería de Nuevo México, que ordenó 120 piezas para montar y exhibir. Ella también crea escenas de lo tradicional y las costumbres de los pueblos y ciudades de la región. Por otro lado, ella también crea figuras femeninas solitarias, que han hecho su conocido en los Estados Unidos, principalmente de Frida Kahlo, las mujeres con alcatraces, músicos, diablos, monjes, prostitutas, Catrinas y las imágenes de la madre tierra cubiertos de follaje. Otra de sus obras importantes se llama “fuente del amor” (lit. fountain of love). Estos comenzaron como titulares de frutas con pájaros y flores y un día ella añaden imágenes humanas. La pieza con el tiempo se transformó en una pieza decorativa en su propio. Irene ha participado en varias exposiciones en diversos lugares de los Estados Unidos como Chicago, Houston, Arizona, Colorado, Dallas y Nuevo México. Su trabajo también ha sido expuesto en otros países, como Colombia y Canadá.

### Josefina y Concepción
Josefina crea figuras humanas masculinas y femeninas que llamó “muñecas”, siguiendo el estilo de sus padres en muchos tipos de actividades, lugares y vestido. Sus especialidades son tocados, sirenas, cruces, la última cena y la gente en la plaza del pueblo. Estos están hechos de forma individual y como parte de conjuntos que representan los acontecimientos como bodas, funerales y las personas en un parque.
Concepción trabaja con su esposo Jorge Sánchez Ruiz. Sus obra contiene muchos detalles, la mayoría relacionados con la naturaleza. Ella utiliza imágenes en busca de inspiración, ella no copia lo que contienen. Ella es conocida por sus escenas que representan Arca de Noé y las figuras que representa Frida Kahlo.

## Las generaciones posteriores

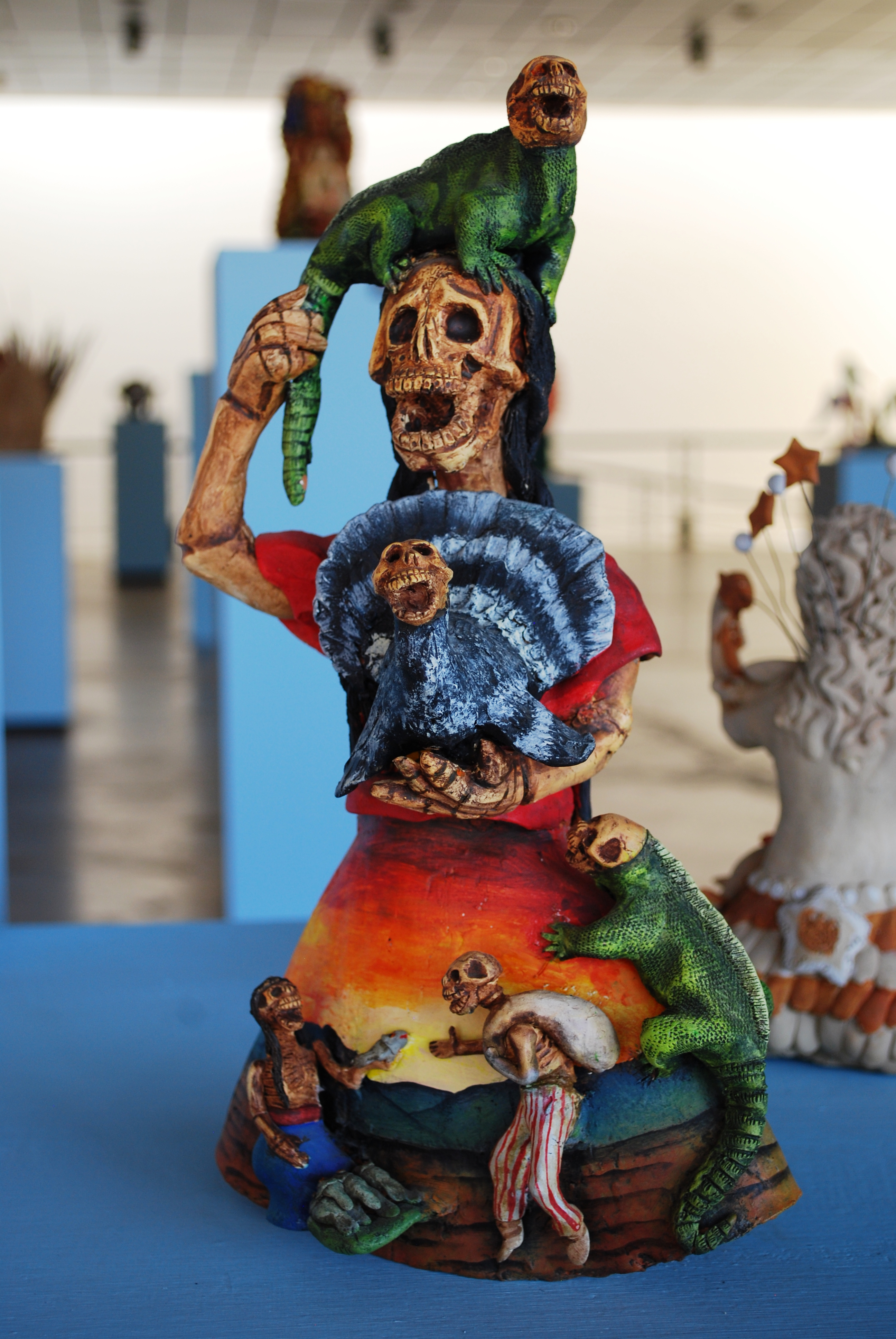
Obra sin título por Demetrio García Aguilar

Las cuatro hermanas han enseñado habilidades de cerámica para sus hijos, que han pasado a crear sus propias variaciones. Algunos tienen ellos han pasado a ser notable en su propio derecho.
Lorenzo Demetrio García Aguilar es el hijo de Josefina. Él ha tomado el estilo de su madre, pero se ha hecho más surrealista. También crea "muñecas" y placas, junto con las interpretaciones de temas religiosos, culturales y familiares, tales como los relacionados con el Jardín del Edén y el Día de los Muertos. También creó un retrato de su madre en la arcilla. Las especialidades incluyen Frida Kahlo y piezas de esqueleto con diferentes expresiones. Por lo general crea todas las piezas por sí mismo, pero su esposa de vez en cuando ayuda con la pintura.  Lo ofrecen junto con Josefina en las figuras fantásticas de CRIZMAC: oaxaqueña Cerámica Arte Popular VHS / DVD. Viaja con frecuencia a Estados Unidos para trabajar con las escuelas, museos y universidades.
José Francisco García Vázquez es el hijo de Lorenzo Demetrio y nieto de Josefina. En 2008, ganó una mención honorífica en la cerámica a los Amigos de la competencia artistas jóvenes de Oaxaca Arte Popular. Sus obras representan a menudo alarmas sobre los problemas del mundo, como la obra "Hambre", que representa a un niño muerto en brazos de su madre.
- Wikimedia Commons alberga una categoría multimedia sobre Familia Aguilar.